# Халино (Владимирская область)
Халино — деревня в Киржачском районе Владимирской области России, входит в состав Кипревского сельского поселения.

## География
Деревня расположена в 11 км на юг от центра поселения деревни Кипрево и в 14 км на восток от райцентра города Киржач.

## История
Село Халино впервые упоминается в грамоте великого князя Василия Ивановича 1530 года в числе владений Киржачского Благовещенского монастыря, в сотной выписи 1562 года в сельце Халино значился двор монастырский, 25 дворов крестьянских и 3 пустых.
Въ грамотѣ в. кн. Василія Ивановича 7088 (1530) г. въ числѣ владѣній Киржачскаго Благовѣщенскаго монастыря упоминается и село Халино, въ грамотѣ 7060 (1552) г. оно названо Халинскимъ; въ сотной выписи 1562 г. значится уже сельцо Халино, въ немъ дворъ монастырскій, 25 дворовъ крестьянскихъ и 3 пустыхъ. Этоже сельцо упоминается и въ жалованной грамотѣ царя Василія Ивановича Шуйскаго 1607 г. и въ переписныхъ книгахъ 1678 г. По ревизіи 1719 г. въ деревнѣ Халинѣ значится 95 душъ муж. пола, подлежащихъ подушному окладу; по ревизіи 1744 г.—75 душъ муж. пола, съ крестьянъ въ 1736 г. собиралось денежныхъ доходовъ въ пользу монастыря 52 р. 50 коп. Въ настоящее время въ Халинѣ 171 душа муж. пола.

В XIX — начале XX века деревня входила в состав Лукьянцевской волости Покровского уезда, с 1926 года — в составе Киржачской волости Александровского уезда. В 1859 году в деревне числилось 47 дворов, в 1905 году — 71 дворов, в 1926 году — 81 дворов.
С 1929 года деревня являлась центром Халинского сельсовета Киржачского района, с 1940 года — в составе Ефремовского сельсовета, с 1954 года — в составе Желдыбинского сельсовета, с 1959 года — в составе Лукьянцевского сельсовета, с 1971 года — в составе Хмелевского сельсовета, с 2005 года — в составе Кипревского сельского поселения.

## Население
| 1859 | 1905 | 1926 | 2002 | 2010 | 2021 |
| ---- | ---- | ---- | ---- | ---- | ---- |
| 316  | ↗366 | ↗411 | ↘33  | ↘7   | ↗12  |